# العلاقات العمانية السلوفينية
العلاقات العمانية السلوفينية هي العلاقات الثنائية التي تجمع بين سلطنة عمان وسلوفينيا.

## مقارنة بين البلدين
هذه مقارنة عامة ومرجعية للدولتين:
| وجه المقارنة                                              | سلطنة عمان    | سلوفينيا                                                      |
| --------------------------------------------------------- | ------------- | ------------------------------------------------------------- |
| المساحة (كم2)                                             | 309.50 ألف    | 20.27 ألف                                                     |
| عدد السكان (نسمة)                                         | 4.64 مليون    | 2.07 مليون                                                    |
| الكثافة السكانية (ن./كم²)                                 | 14.99         | 102.12                                                        |
| العاصمة                                                   | مسقط          | ليوبليانا                                                     |
| اللغة الرسمية                                             | اللغة العربية | اللغة السلوفينية، اللغة الإيطالية، لغة مجرية                  |
| العملة                                                    | ريال عماني    | يورو، تولار سلوفيني                                           |
| الناتج المحلي الإجمالي (بليون دولار)                      | 72.64 مليار   | 48.77 مليار                                                   |
| الناتج المحلي الإجمالي (تعادل القوة الشرائية) بليون دولار | 179.49 مليار  | 66.01 مليار                                                   |
| الناتج المحلي الإجمالي الاسمي للفرد دولار أمريكي          | 15.55 ألف     | 20.73 ألف                                                     |
| الناتج المحلي الإجمالي للفرد دولار أمريكي                 | 38.63 ألف     | 30.40 ألف                                                     |
| مؤشر التنمية البشرية                                      | 0.793         | 0.880                                                         |
| رمز المكالمات الدولي                                      | +968          | +386                                                          |
| رمز الإنترنت                                              | عمان          | .si                                                           |
| المنطقة الزمنية                                           | ت ع م+04:00   | توقيت وسط أوروبا، ت ع م+01:00، ت ع م+02:00، أوروبا/ليوبليانا ‏ |

## منظمات دولية مشتركة
يشترك البلدان في عضوية مجموعة من المنظمات الدولية، منها:
| علم المنظمة | اسم المنظمة                               | تاريخ انضمام سلطنة عمان | تاريخ انضمام سلوفينيا |
| ----------- | ----------------------------------------- | ----------------------- | --------------------- |
|             | مؤسسة التنمية الدولية                     | 1973                    | 25 فبراير 1993        |
|             | يونسكو                                    | 10 فبراير 1972          | 27 مايو 1992          |
|             | وكالة ضمان الاستثمار متعدد الأطراف        | 1989                    | 19 مارس 1993          |
|             | الأمم المتحدة                             | 7 أكتوبر 1971           | 22 مايو 1992          |
|             | الفريق المعني برصد الأرض                  | ?                       | ?                     |
|             | الاتحاد البريدي العالمي                   | ?                       | ?                     |
|             | البنك الدولي للإنشاء والتعمير             | 1971                    | 25 فبراير 1993        |
|             | المنظمة الهيدروغرافية الدولية             | ?                       | ?                     |
|             | الاتحاد الدولي للاتصالات                  | 28 أبريل 1972           | 16 يونيو 1992         |
|             | منظمة حظر الأسلحة الكيميائية              | ?                       | ?                     |
|             | مؤسسة التمويل الدولية                     | 1973                    | 25 فبراير 1993        |
|             | المركز الدولي لتسوية المنازعات الاستشارية | 1995                    | 6 أبريل 1994          |
|             | منظمة التجارة العالمية                    | 2000                    | ?                     |
|             | منظمة الشرطة الجنائية الدولية             | ?                       | ?                     |

## وصلات خارجية
- موقع وزارة الخارجية العمانية
- موقع وزارة الخارجية السلوفينية